# 甲州犬目峠
「甲州犬目峠」（こうしゅういぬめとうげ）は、葛飾北斎の名所浮世絵揃物『冨嶽三十六景』全46図中の1図。落款は「北斎改為一筆」とある。

## 概要
本図で描かれている「甲州犬目峠」は、甲州街道の宿場のひとつである犬目宿（現代の山梨県上野原市）近辺の峠であるが、具体的な場所については明確になっていない。吉田兼信の『甲駿道中之記』（文政13年（1830年））に「矢坪、犬目の駅過、犬目峠有、けわしき岩山なり、嶺上より富士嶺を望、絶景の地なり」と記されており、犬目宿とその西の下鳥沢宿の間にあった峠であると推察されている。

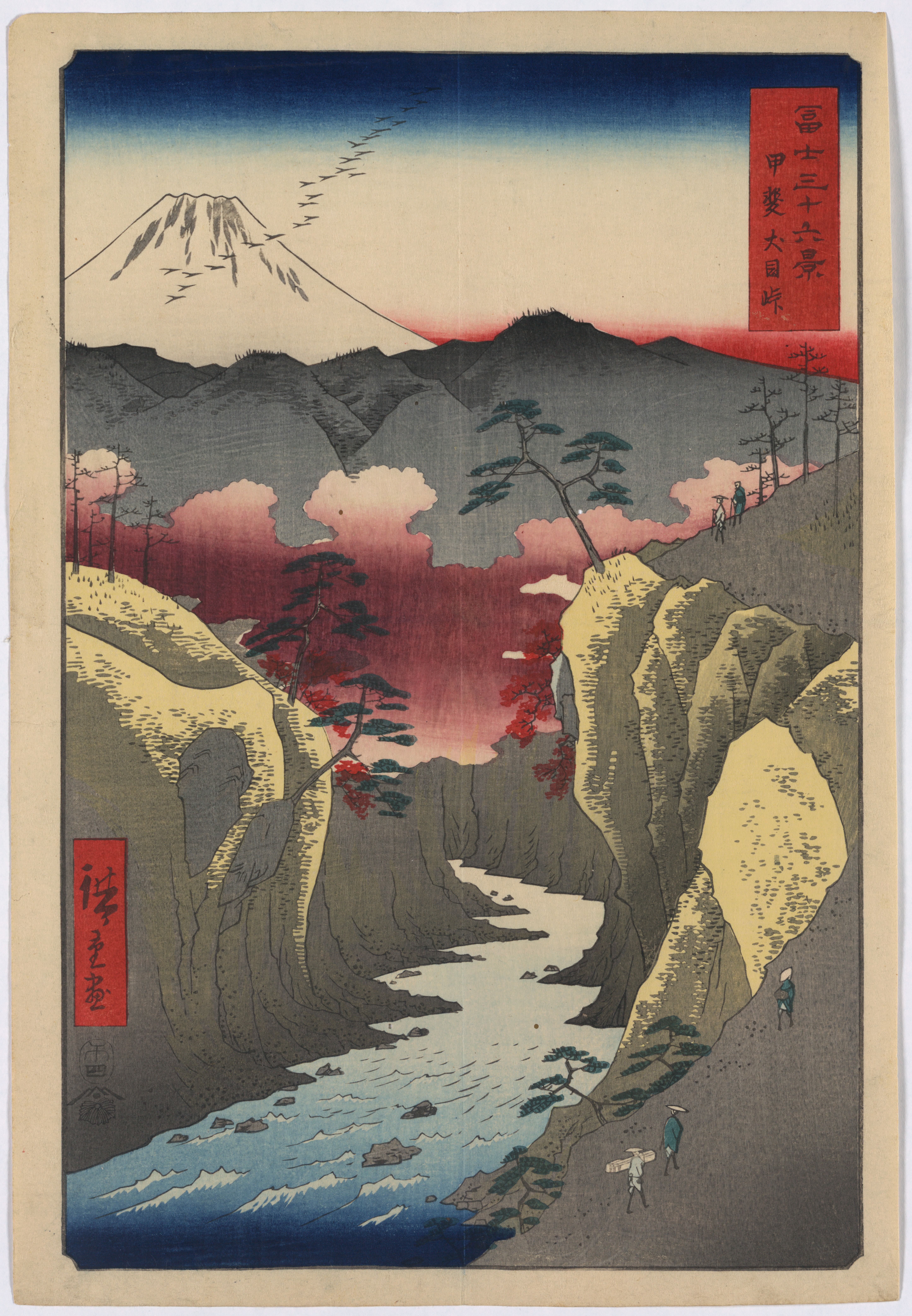
歌川広重『不二三十六景』「甲斐犬目峠」

背後に雄大に描かれた富士山は、その高さによって白色、藍色、茶色で細やかに摺り分けられている。緑に覆われた急勾配の坂道を左下から右上に配置し、峠越えに挑む旅人や馬子が描かれている。地元犬目では遠見と呼ばれる高台より見える富士を北斎が描写したことが伝えられているが、北斎が実際に甲州を訪れたという明確な記録は残されていない。本図は「峠」というほど山深くはなく、不自然な描写となっている。一方、歌川広重の『不二三十六景』に描かれる「甲斐犬目峠」では険しい山々の奥に富士が描かれており、北斎が想像上の景色を描いた可能性も指摘されている。